# Cour d'appel de Catanzaro
Pour les articles homonymes, voir Catanzaro (homonymie).

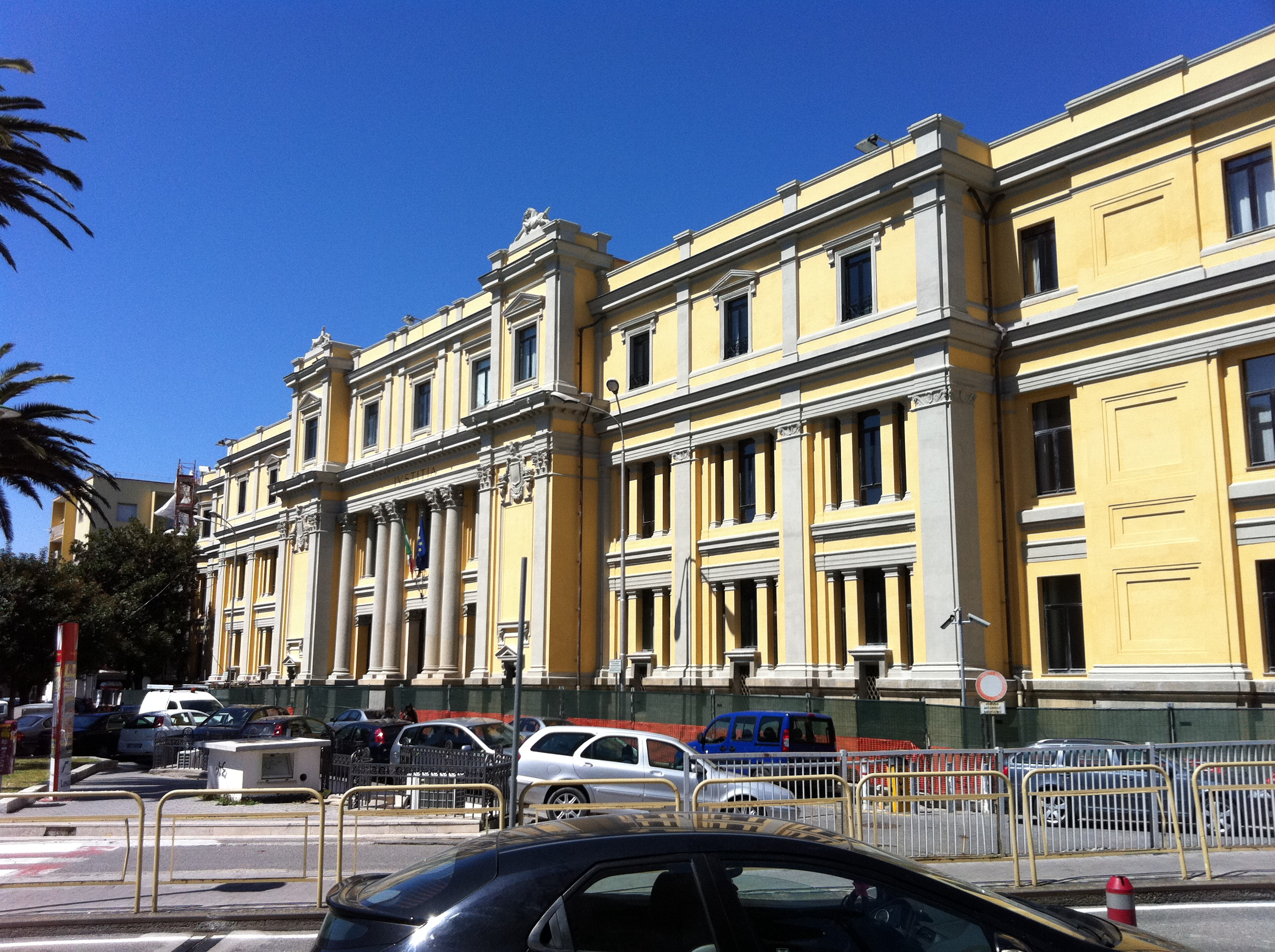
Le Palais de la Cour d'appel de Catanzaro

La Cour d'appel de Catanzaro est une des 26 cours d'appel italiennes, une des deux dans la région de la Calabre.
Son ressort (distretto) comprend les tribunaux (tribunali ordinari) de Castrovillari, Catanzaro, Cosenza, Crotone, Lamezia Terme, Paola et Vibo Valentia, ainsi que 18 sièges des juges de paix (Giudici di pace).

## Histoire
Les organes judiciaires de Catanzaro remontent au XVIIe siècle (Regia Udienza, 1606).
Par la réforme judiciaire du 1808 fut institué une cour d’appel (Tribunale di appello, une des 4 dans le royaume de Naples) ; ensuite elle fut nommée Corte di Appello (1809), Gran Corte civile (1817) et enfin Corte d’Appello dans le royaume d’Italie (1861)
.

## Compétence territoriale
Les ressorts sont mis à jour selon la Loi 27 février 2015 no 11 et le décret ministériel 22 avril 2015,.

## Tribunale di Castrovillari

### Giudice di pace di Campana
Bocchigliero, Campana

### Giudice di pace di Castrovillari
Acquaformosa, Alessandria  del  Carretto, Altomonte, Canna, Cassano all'Ionio, Castroregio, Civita, Castrovillari, Firmo, Francavilla Marittima, Frascineto, Laino  Borgo, Laino  Castello, Lungro, Montegiordano, Morano  Calabro, Mormanno, Mottafollone, Nocara, Oriolo, Papasidero, San Basile, San Donato di Ninea, San Lorenzo del Vallo, San Sosti, Sant'Agata di Esaro, Saracena, Spezzano  Albanese, Tarsia, Terranova  da  Sibari

### Giudice di pace di Rossano
Calopezzati, Caloveto, Cariati, Corigliano Calabro, Cropalati, Crosia, Longobucco, Mandatoriccio, Paludi, Pietrapaola, Rossano, San  Cosmo  Albanese, San  Demetrio  Corone, San Giorgio Albanese, Santa  Sofia  d'Epiro, Scala Coeli, Terravecchia, Vaccarizzo Albanese

### Giudice di pace di Trebisacce
Albidona, Amendolara, Cerchiara  di  Calabria, Plataci, Rocca  Imperiale, Roseto Capo Spulico, San  Lorenzo  Bellizzi, Trebisacce, Villapiana

## Tribunale di Catanzaro

### Giudice di pace di Catanzaro
Albi, Amaroni, Amato, Andali, Argusto, Badolato, Belcastro, Borgia, Botricello, Caraffa di Catanzaro, Cardinale, Catanzaro, Cenadi, Centrache, Cerva, Chiaravalle Centrale, Cropani, Davoli, Fossato Serralta, Gagliato, Gasperina, Gimigliano, Girifalco, Guardavalle, Isca sullo Ionio, Magisano, Marcedusa, Marcellinara, Miglierina, Montauro, Montepaone, Olivadi, Palermiti, Pentone, Petrizzi, San Floro, San Pietro Apostolo, San Sostene, San Vito sullo Ionio, Santa Caterina dello Ionio, Sant'Andrea Apostolo dello Ionio, Satriano, Sellia, Sellia Marina, Sersale, Settingiano, Simeri Crichi, Sorbo San Basile, Soverato, Soveria Simeri, Squillace, Stalettì, Taverna, Tiriolo, Torre di Ruggiero, Vallefiorita, Zagarise

## Tribunale di Cosenza

### Giudice di pace di Acri
Acri, Bisignano

### Giudice di pace di Cosenza
Aprigliano, Carolei, Castiglione Cosentino, Castrolibero, Cerisano, Cosenza, Dipignano, Domanico, Luzzi, Marano  Marchesato, Marano  Principato, Mendicino, Paterno Calabro, Pietrafitta, Rende, Rose, San  Fili, San Giovanni in Fiore, San Pietro in Guarano

### Giudice di pace di Montalto Uffugo
Lattarico, Montalto Uffugo, Rota Greca, San Benedetto  Ullano, San  Martino di Finita, San Vincenzo La Costa

### Giudice di pace di Rogliano
Altilia, Belsito, Bianchi, Carpanzano, Cellara, Colosimi, Figline  Vegliaturo, Grimaldi, Malito, Mangone, Marzi, Panettieri, Parenti, Pedivigliano, Piane  Crati, Rogliano, Santo  Stefano  di  Rogliano, Scigliano

### Giudice di pace di San Marco Argentano
Cervicati, Cerzeto, Fagnano   Castello, Malvito, Mongrassano, Roggiano Gravina, San  Marco  Argentano, Santa  Caterina  Albanese, Torano Castello

### Giudice di pace di Spezzano della Sila
Casole Bruzio, Celico, Lappano, Pedace, Rovito, Serra  Pedace, Spezzano della Sila, Spezzano Piccolo, Trenta, Zumpano

## Tribunale di Crotone

### Giudice di pace di Cirò
Cirò, Cirò Marina, Crucoli, Umbriatico

### Giudice di pace di Crotone
Belvedere di Spinello, Caccuri, Carfizzi, Casabona, Castelsilano, Cerenzia, Crotone, Cutro, Isola di Capo Rizzuto, Melissa, Pallagorio, Rocca di  Neto, Roccabernarda, San  Mauro  Marchesato, San  Nicola  dell'Alto, Santa Severina, Savelli, Scandale, Strongoli, Verzino

### Giudice di pace di Petilia Policastro
Cotronei, Mesoraca, Petilia Policastro, Petronà

## Tribunale di Lamezia Terme

### Giudice di pace di Lamezia Terme
Carlopoli, Cicala, Conflenti, Cortale, Curinga, Decollatura, Falerna, Feroleto Antico, Filadelfia, Francavilla Angitola, Gizzeria, Jacurso, Lamezia Terme, Maida, Martirano, Martirano  Lombardo, Motta  Santa Lucia, Nocera Terinese, Pianopoli, Platania, Polia, San  Mango  d'Aquino, San Pietro a Maida, Serrastretta, Soveria Mannelli

## Tribunale di Paola

### Giudice di pace di Paola
Acquappesa, Aiello Calabro, Amantea, Belmonte  Calabro, Belvedere  Marittimo, Bonifati, Buonvicino, Cetraro, Cleto, Diamante, Falconara  Albanese, Fiumefreddo  Bruzio, Fuscaldo, Guardia  Piemontese, Lago, Longobardi, Maierà, Paola, Sangineto, San  Lucido, San  Pietro  in  Amantea, Serra d'Aiello

### Giudice di pace di Scalea
Aieta, Grisolia, Orsomarso, Praia a Mare, San Nicola Arcella, Santa  Domenica Talao, Santa Maria del Cedro, Scalea, Tortora, Verbicaro

## Tribunale di Vibo Valentia

### Giudice di pace di Vibo Valentia
Acquaro, Arena, Briatico, Brognaturo, Capistrano, Cessaniti, Dasà, Dinami, Drapia, Fabrizia, Filandari, Filogaso, Francica, Gerocarne, Jonadi, Joppolo, Limbadi, Maierato, Mileto, Mongiana, Monterosso Calabro, Nardodipace, Nicotera, Parghelia, Pizzo, Pizzoni, Ricadi, Rombiolo, San Calogero, San Costantino Calabro, San Gregorio d'Ippona, San Nicola da Crissa, Sant'Onofrio, Serra San Bruno, Simbario, Sorianello, Soriano Calabro, Spadola, Spilinga, Stefanaconi, Tropea, Vallelonga, Vazzano, Vibo Valentia, Zaccanopoli, Zambrone, Zungri

## Autres organes juridictionnels compétents pour le ressort

### Chambres spécialisées
- Corte d'assise (cour d’assises) : Catanzaro et Cosenza
- Corte d'assise d’appello (cour d'assises d'appel) :  Catanzaro
- Sezione specializzata in materia di impresa (chambre pour les entreprises) auprès du Tribunal et de la Cour d’appel de Catanzaro
- Tribunale regionale delle acque pubbliche (eaux publiques) : Naples

### Justice pour les mineurs
- Tribunale per i minorenni (Tribunal pour mineurs): Catanzaro
- Cour d’appel de Catanzaro, sezione per i minorenni (chambre pour les  mineurs)

### Surveillance
Organes juridictionnels pour l’exécution et le contrôle de la peine 
- Magistrato di sorveglianza :  Catanzaro et Cosenza
- Tribunale di sorveglianza : Catanzaro

### Justice fiscale
- Commissione tributaria provinciale (CTP): Catanzaro, Cosenza, Crotone et Vibo Valentia
- Commissione tributaria regionale (CTR) de la Calabre : Catanzaro

### Justice militaire
- Tribunale militare : Naples
- Corte d’appello militare :  Rome

### Justice des comptes publics
- Corte dei conti : Sezione giurisdizionale (chambre juridctionnelle) pour la Région de la Calabre; Sezione di controllo (chambre de contrôle) pour la Région de la Calabre; Procura regionale (ministère public) auprès de la Chambre juridctionnelle pour la Région de la Calabre (Catanzaro)[4]

### Justice administrative
- Tribunale amministrativo regionale (tribunal administratif régional) pour la Calabre (Catanzaro)[5]

### Usi civici
Organe statuant sur les propriétés collectives et les droits d’usage
- Commissariato per la liquidazione degli usi civici de la Calabre : Catanzaro